# Алжирсько-іспанські відносини
Алжирсько-іспанські відносини (ісп. Relaciones entre Argelia y España) — це зовнішні відносини між Алжиром та Іспанією. Обидві країни є повноправними членами Союзу Середземномор'я. На відміну від відносин Іспанії з Марокко, алжирсько-іспанські відносини не напружуються прямими територіальними суперечками; проте існували розбіжності щодо підходу до конфлікту в Західній Сахарі.

## Історія
В стародавні часи Іспанія та Алжир були під контролем кількох досередньовічних імперій, таких як Римська імперія чи Арабські Халіфати.
На початку 16 століття Іспанська імперія та Османська імперія отримали контроль над Алжиром. Іспанія захопила в 1510 року Скелю Алжир і протримала її протягом короткого періоду, перш ніж була вибита Хайреддіном Барбаросою в 1529 році. Іспанська монархія здійснювала контроль над Ораном (1509—1708; 1732—1792) та сусіднім портом Мерс-ель-Кебір протягом більшої частини раннього сучасного періоду
Франкістська Іспанія офіційно визнала Алжир суверенною державою в 1962 році і призначила посла. У 1975 році між країнами стався дипломатичну кризу через те, що Іспанія підписала Мадридські угоди — договір, підписаний між Іспанією, Марокко і Мавританією про закінчення іспанської присутності на території Іспанської Сахари, яка до підписання даної угоди була її провінцією і колишньою колонією. Алжир сприйняв цей крок Іспанії як недружній і став у відповідь підтримувати Рух за автономію і незалежність Канарського архіпелагу.
Країни підписали договір про дружбу, добросусідство та співпрацю 8 жовтня 2002 року в Мадриді. Дві держави співпрацюють з питань боротьби з тероризмом. 

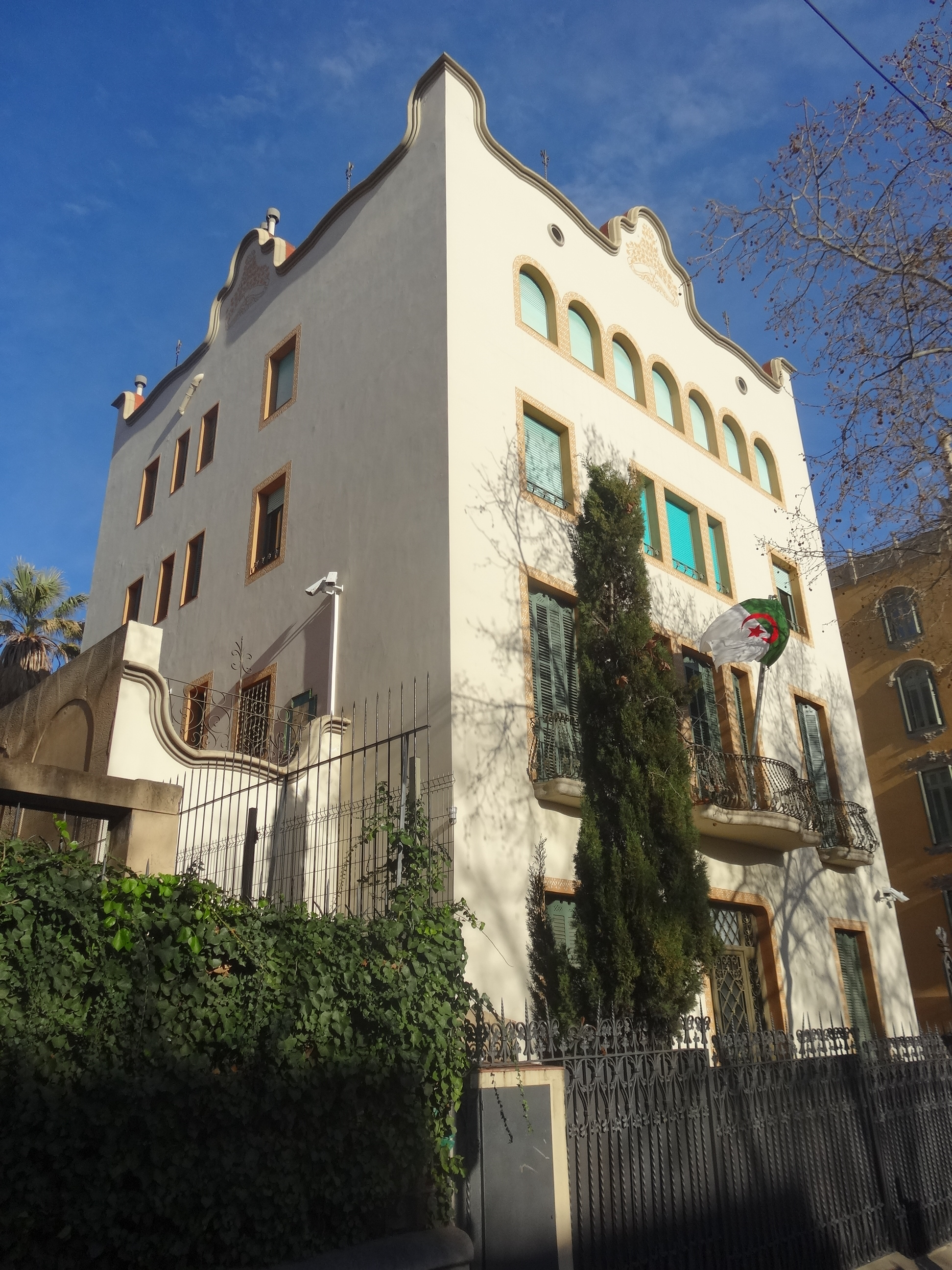
Генеральне консульство Алжиру в Барселоні

## Дипломатичні місії
- Алжир має посольство в Мадриді та генеральні консульства в Аліканте та Барселоні.
- Іспанія має посольство в Алжирі та генеральне консульство в Орані.